# STS-1
L'STS-1 fou el primer vol orbital del transbordador espacial; fou llançat el 12 d'abril del 1981 i tornà a la Terra el 14 d'abril. El transbordador espacial Columbia orbità 37 vegades al voltant de la Terra durant aquesta missió que es perllongà durant 54,5 hores. Fou el primer vol espacial orbital tripulat dels Estats Units des del Projecte de Prova Apollo-Soiuz el 15 de juliol del 1975. L'STS-1 fou una de les poques vegades en què el primer vol d'un vehicle de llançament duia una tripulació, tot i que era la culminació de les proves atmosfèriques del programa del transbordador espacial.

## Tripulació
| Posició   | Astronauta                            | Astronauta                            |
| --------- | ------------------------------------- | ------------------------------------- |
| Comandant | John W. Young Cinquè vol espacial     | John W. Young Cinquè vol espacial     |
| Pilot     | Robert L. Crippen Primer vol espacial | Robert L. Crippen Primer vol espacial |

Tan Young com Crippen van ser seleccionats com a tripulació STS-1 el març de 1978. Young era l'astronauta més experimentat de la NASA en aquell moment i també era l'únic membre de la seva classe d'astronautes en servei. Va volar dues vegades amb el Gemini i dues en l'Apollo, va caminar damunt la Lluna el 1972 com a Comandant de l'Apollo 16, i es va convertir en Chief of the Astronaut Office el 1974. Crippen, que s'havia unit a la NASA el 1969 després de la cancel·lació del Manned Orbiting Laboratory, era un novell i es convertiria en el seu primer grup d'astronautes per volar a l'espai. Abans de la seva selecció al STS-1, Crippen va participar en el programa Skylab Medical Experiment Altitude Test i també va servir com a comunicador de càpsules per a les tres missions Skylab i el Programa de proves Apollo-Soiuz.
Columbia es va equipar amb EMUs tant per a Young com per a Crippen en cas de passeig espacial d'emergència. Si es produïa un esdeveniment, Crippen sortiria fora de l'òrbita, mentre que Young restava a disposició per si Crippen necessitava assistència.

### Tripulació de reserva
| Posició                               | Astronauta       | Astronauta       |
| ------------------------------------- | ---------------- | ---------------- |
| Comandant                             | Joe H. Engle     | Joe H. Engle     |
| Pilot                                 | Richard H. Truly | Richard H. Truly |
| Aquesta tripulació va volar al STS-2. |                  |                  |

### Tripulació de suport
- Daniel C. Brandenstein (ascens de CAPCOM)[3]
- Henry W. Hartsfield[3]
- Joseph P. Allen (entrada a CAPCOM)[3]

## Per a més informació
- Young, John W.; Crippen, Robert L. (Oct 1981). «Columbia's Astronauts' Own Story: Our Phenomenal First Flight». National Geographic 160 (4): 478–503. ISSN 0027-9358. OCLC 643483454.